# Velike Brusnice

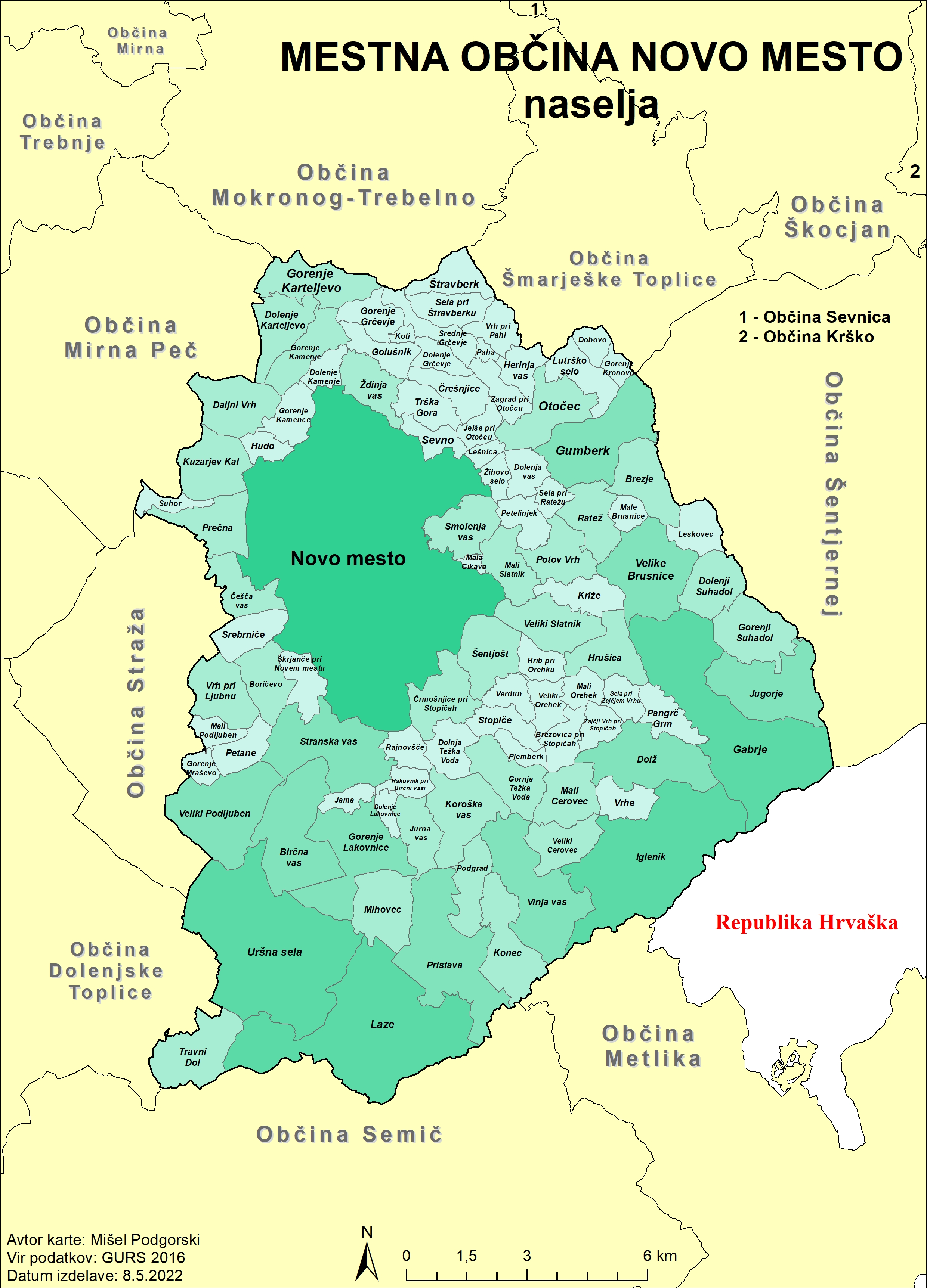
Ortschaften der Stadtgemeinde Novo mesto

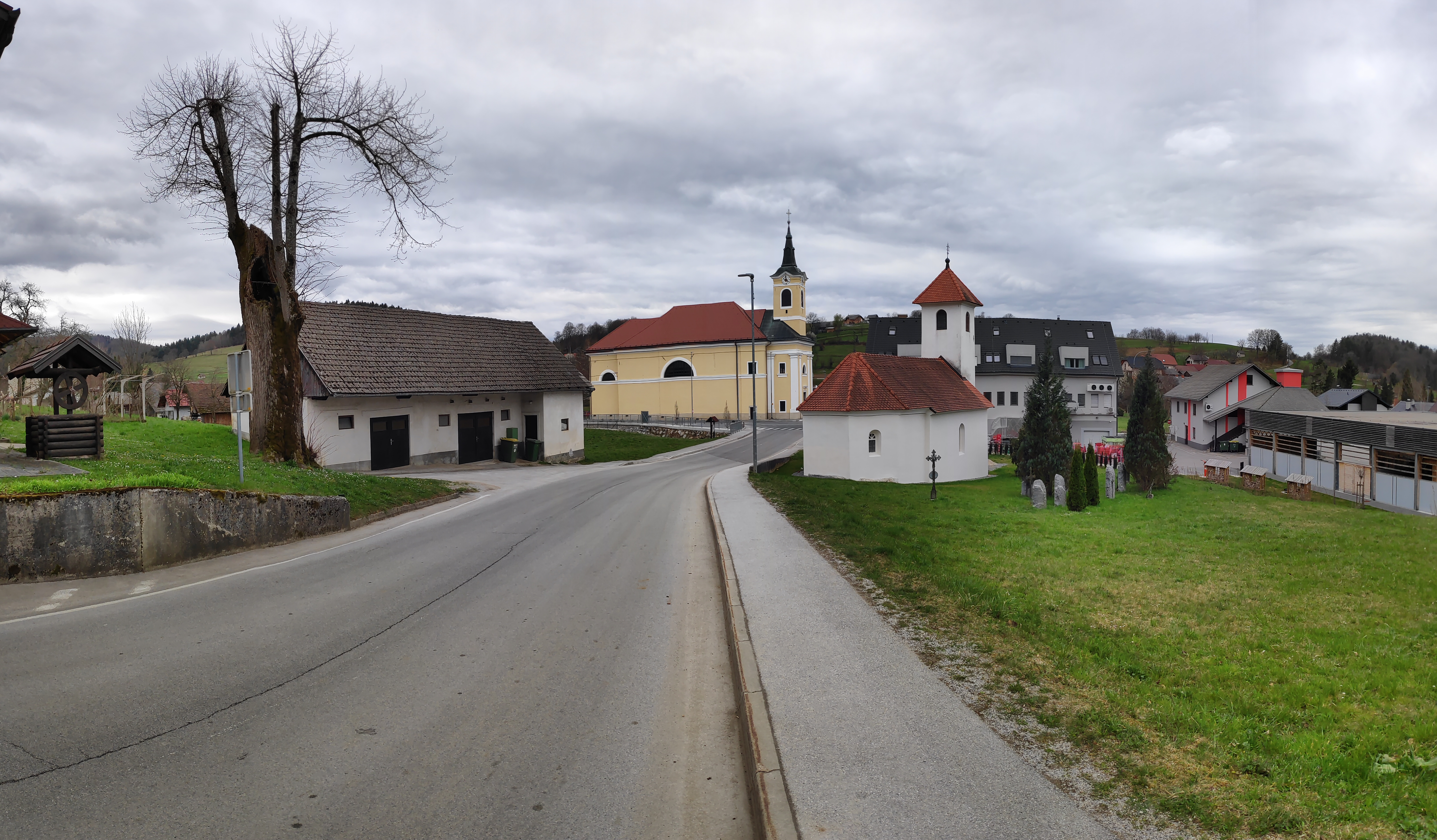
Velike Brusnice

Velike Brusnice (dt. Groß-Wrussnitz) ist eine Ortschaft in der slowenischen Stadtgemeinde Novo mesto im Osten des Landes am Fuße des Žumberak-Gebirges.
Der Weiler gehört zur Ortsgemeinschaft Brusnice.

## Sehenswürdigkeiten
Die Pfarrkirche im Dorf ist dem Heiligen Kreuz geweiht und gehört zur römisch-katholischen Diözese Novo Mesto. Sie wurde 1846 im Barockstil erbaut.
Eine zweite Kirche in der Siedlung ist der Heiligen Familie gewidmet. Es handelt sich um ein romanisches Gebäude mit einem Wandgemälde des Heiligen Christophorus aus der Mitte des 15. Jahrhunderts an der südlichen Außenwand des Kirchenschiffs. Das Gebäude wurde im späten 16. bis frühen 17. Jahrhundert erweitert.